# مواري عبد الله
مواري عبد الله- ممثلة إماراتية شاركت في العديد من أفلام القصيرة. اكتشفها المخرج عبد الرحمن فرعوني في مسلسل «طماشه». أبرز أعمالها الفنية مسلسل"أم هارون"  مع سيدة الشاشة الخليجية "حياة الفهد".

## جوانب من الحياة الشخصية
تري مواري عبدالله أنها ما زالت في الدراما المحلية خجولة الظهور، تتلمس طريقها إليها وتبحث عن بوابة تجسد من خلالها موهبتها في مجال التمثيل. وتى أيضًا أن تجربة مشاركة النجوم خصوصًا حياة الفهد في العمل، هو بمثابة بطاقة أعتراف مباشر بموهبتها وقدرتها على تقمص مختلف الادوار، وتكريس لحضورها الواضح على الشاشة. مواري لا تخف سعادتها لتجربة عملها الأولى مع المخرج عارف الطويل والكاتب جمال سالم في مسلسل "بنت صوغان" ، وترى أنها تجربة درامية مميزة أعطتها مساحة أكبر على الشاشة. وعلى الرغم من الأعمال الفنية المحلية التي شاركت بها الفنانة مواري عبدالله الا أن خطواتها لا تزال بطيئة في الدراما المحلية. فالبدايات والأدوار الحقيقية لمواري عبدالله كانت خارج الإمارات، أما في الإمارات فلا يتم ترشيحها إلا إلى أدوار أشبه بالكومبارس، الأمر الذي يشعرها بالمرارة والأسي ، فهي من محبي وطنها وتريد أن تقدم فنها على اراضيه. أحبت مواري التمثيل منذ صغرها ووضعته هدفًا لها، ومواري ترحب بالنقد البناء ولا تمانع في تقديم الأدوار الجريئة التي تسلط الضوء على القضايا التي تهم المجتمع والبعيدة عن الابتذال، وتقول أننا نكون بحاجة إلى الجرأة من أجل طرح مشكلات حساسة ولكن المهم ان تبقى ضمن هوامش العادات والتقاليد.

## أعمالها الفنية[2]
للفنانة مواري عبدالله العديد من الأعمال الفنية، والتي تتنوع بين الأفلام والمسلسلات، والمسرحيات والتي نذكر منها:

### أفلام
- ب 82- 2020م، من تأليف حبيب عزيز خلف، وإخراج طلال محمود.

- نحس إكس لارج- 2020م، من تاليف وإخراج ناصر التميمي.
- الأختيار- فيلم قصير- 2016م، من تأليف وإخراج إيمان سيد.
- ضحي في أبوظبي- 2016م، من تأليف وإخراج راكان.
- فسحة أمل- من تأليف زإخراج ليث حمدان.
- ذي داي أوف
- خلخال
- دراهم
- من بعدك.

### المسلسلات
- النكران- 2023، من تاليف محمد جمال، وإخراج خالد جمال.
- بيت القصيد- 2023، من تأليف عبدالله صالح، وإخراج باسم شعبو.
- الزقوم- 2022م، من تأليف إسماعيل عبدالله، وإخراج أحمد يعقوب المقلة.
- الفنر- 2022م، من تأليف جمال سالم، وإخراج تيم الطويل.
- ساعي البريد، 2022م، من تأليف محمود الشيخ، وإخراج محمد القفاص
- عين الديب- 2022م، من تاليف جمال الصقر، وإخراج محمد القفاص.
- بنات مسعود- 2021م، من تاليف يوسف إبراهيم، وإخراج عمر إبراهيم.

- أم هارون- 2020م، من تأليف محمد شمس، وإخراج محمد جمال العدل
- بنت صوغان- 2020م، من تاليف جمال سالم، وإخراج عارف الطويل.
- خاشع ناشع- 2020م، من تأليف عبدالله زيد، وإخراج سيف شيخ نجيب.
- حدك مدك- 2018م، من تأليف عبدالله زيد، وإخراج باسم شعبو
- انكسار الصمت- 2015م، من تأليف نوال الحوطة، وإخراج أحمد فوزي.
- سكون الليل- من تأليف عذوب، وإخراج عبدالله خالد أحمد.
- ظروف غامضة
- طماشة
- صمت البوح
- القياضة.
- تستمر الحياة.

### المسرحيات
- زهايمر مبكر- 2024، من تاليف عبير الجسمي، وإخراج محمد جمعة على.